# Serra Grossa (Vilanova de Meià)
La Serra Grossa és una muntanya de 683 metres que es troba al municipi de Vilanova de Meià, a la comarca catalana de la Noguera.
Al cim podem trobar-hi un vèrtex geodèsic (referència 262099001).